# استیو گرند
استیو گرند (به انگلیسی: Steve Grand) خواننده و آهنگساز آمریکایی است. وی در ژوئیه ۲۰۱۳ نماهنگ «پسر تمام آمریکایی» را در یوتیوب قرار داد که در ده روز بیش از ۱٫۲ میلیون بازدید کسب کرد. او همجنس‌گراست و در ترانه‌هایش از روابط همجنس‌گرایانه می‌خواند.